# Molkār
Molkār (persiska: ملكار) är en ort i Iran.   Den ligger i provinsen Mazandaran, i den norra delen av landet, 100 km norr om huvudstaden Teheran. Antalet invånare är 950.
Terrängen runt Molkār är platt åt nordost, men åt sydväst är den bergig. Runt Molkār är det ganska tätbefolkat, med 80 invånare per kvadratkilometer. Närmaste större samhälle är Pey Kolā, 11,3 km öster om Molkār. I omgivningarna runt Molkār växer i huvudsak blandskog.